# داني بريغز (لاعب غولف)
داني بريغز (بالإنجليزية: Danny Briggs)‏ هو لاعب غولف أمريكي، ولد في 30 نوفمبر 1960 في أبيلين في الولايات المتحدة.

## وصلات خارجية
- داني بريغز على موقع رابطة لاعبي الغولف المحترفين (الإنجليزية)